# Dận Giới
Dận Giới (chữ Hán: 胤祄; 15 tháng 5, 1701 - 17 tháng 10, 1708), Ái Tân Giác La, là Hoàng tử thứ 18 tính trong số những người con sống tới tuổi trưởng thành của Thanh Thánh Tổ Khang Hi Đế.

## Tiểu sử
Dận Giới sinh vào giờ Mão, ngày 8 tháng 8 (âm lịch) năm Khang Hi thứ 40 (1701), là em ruột của Du Khác Quận vương Dận Vu và Trang Khác Thân vương Dận Lộc. Sinh mẫu là Thuận Ý Mật phi, một trong những phi tần rất được sủng ái của Khang Hi Đế.

## Hoàng tử bất hạnh
Vào năm 1708, Khang Hi Đế đi du hành ở phía Bắc Trường Thành, vì vốn rất yêu mến Dận Giới nên Khang Hi Đế đã mang Dận Giới đi theo. Tuy nhiên, vùng biên giới phía Bắc không giống như những căn phòng được sưởi ấm ở trong cung, nên trên đường đi, ông đã nhiễm gió lạnh rồi bệnh rất nặng. Người ta nói rằng, trong suốt thời gian ông bị bệnh, Khang Hi Đế ngày đêm ở cạnh, còn thường xuyên ôm ông vào lòng sưởi ấm. Tuy nhiên, cuối cùng vị Hoàng tử bất hạnh này vẫn không thể qua khỏi. Thi thể của Dận Giới được mai táng tại Phi viên tẩm trong Cảnh lăng (景陵). Đây cũng là vị Hoàng tử duy nhất được tuỳ táng cùng với Khang Hi Đế.
Sau khi Dận Giới qua đời, Khang Hi Đế vô cùng đau khổ. Trong suốt thời gian Dận Giới mắc bệnh nặng, Thái tử Dận Nhưng không hề hỏi thăm lấy một lần. Đến khi Dận Giới qua đời, Dận Nhưng cũng không tỏ vẻ gì là đau thương. Đây chính là một trong những nguyên nhân mà Khang Hi Đế phế truất ngôi vị Thái tử của Dận Nhưng.